# Похабани
Похабани — село в окрузі Бановці-над-Бебравою Банськобистрицького краю Словаччини. Станом на грудень 2015 року в селі проживало 250 людей.

## Географія
Протікає річка Вішньова.

## Населення
| Рік:            | 1994. | 2004.    | 2014.   | 2024.   |
| --------------- | ----- | -------- | ------- | ------- |
| Кількість осіб: | 296   | 254      | 251     | 275     |
| Різниця:        |       | -14,18 % | -1,18 % | +9,56 % |

| Рік:            | 2023. | 2024.   |
| --------------- | ----- | ------- |
| Кількість осіб: | 276   | 275     |
| Різниця:        |       | -0,36 % |